# 蘋果公司
蘋果公司（英語：Apple Inc.），原稱蘋果電腦公司（英語：Apple Computer, Inc.），是源自美國的跨國科技公司，总部位于美國加州的庫比蒂諾，与亚马逊、谷歌、微软、Meta並列為五大科技巨擘。目前的業務包括设计、研發、手機通訊和销售消费电子、计算机软件、在线服务和个人计算机。
1976年4月，史蒂夫·乔布斯、史蒂夫·沃兹尼亚克和罗纳德·韦恩创立了苹果公司，目的是为了研發和销售沃兹尼亚克Apple I个人电脑，但韦恩12天后就放弃了自己的股份。1977年1月，正式确定公司名称为「苹果电脑公司」，包括Apple II在内的电脑销量迅速增长。几年之内，乔布斯和沃兹尼亚克就聘雇了一批电脑设计师，并拥有了一条生产线。1980年，苹果公司上市，迅速获得了财务上的成功。在接下来的几年里，苹果公司推出了具有图形用户界面的新电脑，如1984年推出的Macintosh 128K，同时苹果公司的产品营销广告得到广泛好评。然而，其产品的高單價和有限的应用程序引发了諸多问题，其高管之间的权力斗争不断。1985年，沃兹尼亚克离开了苹果公司，继续担任名誉雇员，而乔布斯和其他人则辞职成立了NeXT公司。1996年，蘋果收購NeXT公司，賈伯斯於隔年重返蘋果公司，率領蘋果公司成為科技巨擘。
该公司最著名的硬件产品有iPhone智能手机、iPad平板电脑、Mac个人电脑、iPod音乐播放器、Apple Watch智能手表、Apple Vision Pro空間計算電腦、 Apple TV媒体播放器 、AirPods无线耳机和HomePod智能音箱、遊戲機Pippin ；软件有macOS、iOS、iPadOS、watchOS、tvOS和新的visionOS六大操作系统、iTunes播放器、Safari网页浏览器 、Shazam音乐识别，还有iLife和iWork创意和生产力套件，以及Final Cut Pro、Logic Pro和Xcode等专业软件；在线服务有iTunes Store、iOS App Store、Mac App Store、Apple Music、Apple TV+、iMessage和iCloud。苹果公司还有其他一系列服务包括Apple Store、Genius Bar、AppleCare、Apple Pay、Apple Pay Cash和Apple Card等。
2018财年，苹果公司全球总收入总计2,650亿美元。按收入计算，苹果是全球最大的科技公司，也是全球市值最高的公司之一。它也是仅次于三星的世界第二大手机制造商。2018年8月，苹果成为第一家市值超过1万亿美元的美国上市公司，两年后的2020年8月，它成为了第一家市值达到2万亿美元的美国公司，2022年1月，它成為了第一家市值達到3兆美元的公司。 截至2020年，苹果公司拥有13.7万名全职员工，在25个国家拥有510家直營零售店截至2020年1月，全球约有15亿件苹果产品在被活跃使用中。苹果公司还拥有很高的品牌忠誠度，并被评为世界最具价值品牌。但是，苹果公司在其产业链中的劳工制度、环境和商业实践中至今仍然飽受争议。

## 歷史

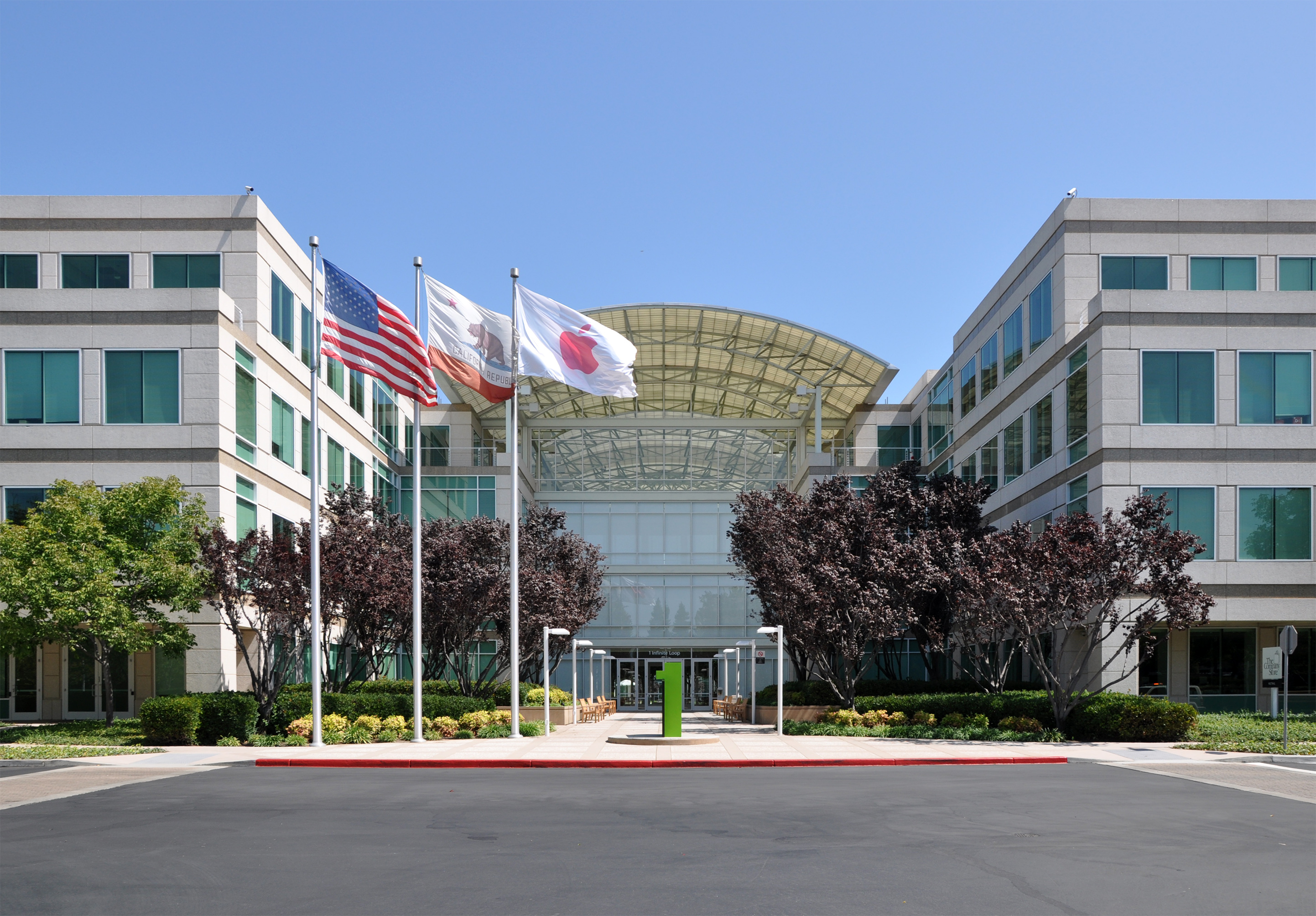
蘋果公司舊總部

### 成立前
在創立蘋果电脑公司前，创始人之一史蒂夫·沃茲尼克已经是一个电子学黑客，自1975年，他在惠普上班和帮史蒂夫·乔布斯设计Atari电子游戏。当时沃兹向由Alex Kamradt开设的分时电脑系统服务公司Call Computer租用小型电脑使用。

### 蘋果的由來

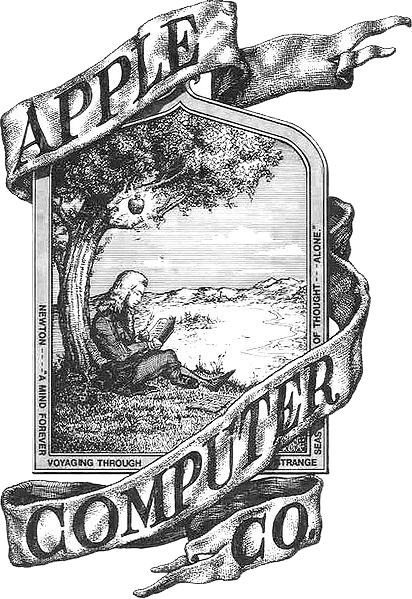
蘋果公司的第一個標識，由羅納德·韋恩所繪

在史蒂夫·乔布斯、史蒂夫·沃茲尼克和羅納德·韋恩三人決定成立公司時，喬布斯正好從一次旅行回來，他向沃茲建議把公司命名為“蘋果電腦”。最初的標誌在1976年由創始人三人之一韋恩設計，只在生產Apple I時使用，為牛頓坐在蘋果樹下看書的鋼筆繪畫。在1976年由喬布斯決定重新委託廣告設計，並配合Apple II的發行使用，本次標誌確定使用了彩虹色、具有一個缺口的蘋果圖像。這個標誌一直使用至1998年，在iMac發佈時作出修改，變更為双色系列。2007年再次變更為金屬帶有陰影的銀灰色。2013年更改為較扁平的設計，一直使用至今。
蘋果標誌的來由多被误解为「圖靈自殺時吃了一口的氰化物溶液蘋果」。這個傳聞來源為2001年的英國電影《Enigma》，在該部電影中虛構了前述有關圖靈自殺與蘋果公司標誌關係的情節，被部分公眾以及媒體訛傳。而苹果標誌的设计师在一次采访中亲自证实这个標誌与圖靈（或者其它的猜测，比如被夏娃咬的那个苹果）无关。乔布斯也曾说「被咬掉一口的设计只是为了让它看起来不像樱桃」。

### 早期

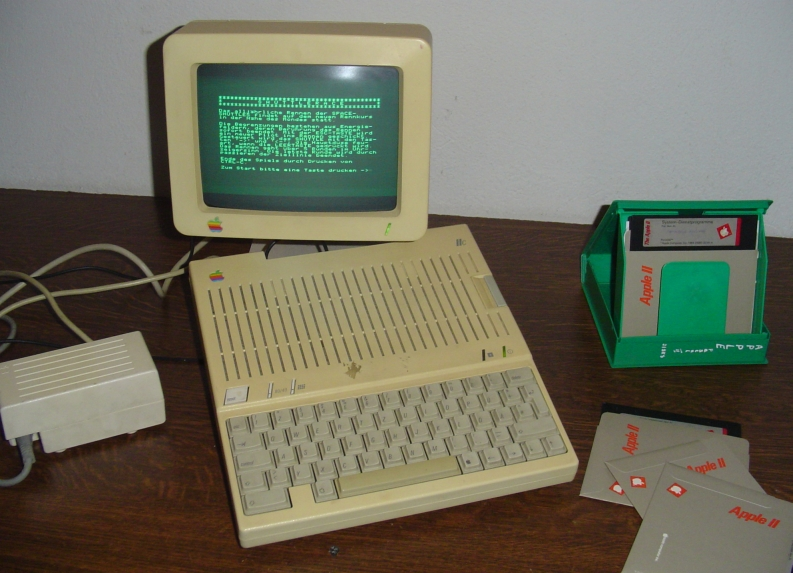
一款早期的蘋果電腦，Apple IIc

1971年，16岁的斯蒂夫·乔布斯和21岁的史蒂夫·沃兹尼亚克经由朋友、前者的高中同学比尔·费尔南德斯介绍而结识。1976年，乔布斯成功说服沃兹組裝机器之后再拿去推销，他们的另一位朋友羅納德·韋恩（Ronald Wayne）也加入，三人在1976年4月1日成立苹果电脑公司。
苹果电脑公司第一个产品被命名Apple I。当时大多数的电脑没有显示器，Apple I却以电视机作为显示器。对比起後来的显示器，Apple I的显示功能只能缓慢地每秒显示60字。此外，主机的ROM包括了引导（Bootstrap）代码，同时沃兹也设计了一个用於装载和储存程序的卡式磁带介面，以1200位每秒的高速运行。雖然设计相当简单，但它仍然是一件杰作，而且比其他同等级的主机需用的零件少，使沃兹赢得了设计大师的名誉。最终一共只生产了200部，获得了市场的关注。
此役後，沃兹已成功设计出比Apple I更先进的Apple II。1977年1月，苹果电脑公司正式注册成为「苹果电脑有限公司」。同年4月，Apple II在首届的西海岸电脑展览会（West Coast Computer Fair）首次面世。
Apple II与Apple I最大分别包括重新设计的顯示界面，把显示處理核心整合到记忆体中，这有助於显示简单的文字，图像，甚至彩色显示。而且有一个改良的外壳和键盘。Apple II在电脑界被广泛誉为缔造家庭电脑市场的产品，到了1980年代已售出数百万部，也曾被大量引进中国。Apple II家族产生了大量不同的型号，包括Apple IIe和IIgs，这两款电脑直到1990年代末仍能在许多学校見到。
当苹果在1980年上市的时候，他们的资金比1956年福特汽車上市以後任何首次公开发行股票的公司都要多，而且比任何历史上的公司创造了更多的百万富翁。在五年之内该公司就进入了世界五百强，这是当时最快的记录。
不过值得一提的是，创始人之一的韦恩在苹果公司刚刚开始之后就退出了。得悉乔布斯贷款150,000美元开始第一笔生产之后，韦恩感到如果公司破产，那么他也会承担这笔债务。可能因为缺少冒险精神，或者自己曾经失败的生意给他留下心理阴影，他很快决定把自己10%的股份出售掉。在提出想法后，乔布斯同意了，并支付了他800美元。如果当时他没有这么做，时至今日他至少可收获数十亿美元。后来这成了一段很著名的反面励志教材，被称作犯了世界上“最昂贵的错误”，也被许多美国人认为是世界上“最没有眼光的人”或世界上“最后悔的人”。但韦恩却將喬布斯和沃茲尼克形容為“智慧的巨人”，稱他們兩人都是像“旋風”一樣的工作狂，又稱如果他當年繼續留在蘋果公司工作，巨大的工作強度可能會令他沒命活到現在，「如果我當年仍然和他們一起工作，那麼我現在可能會成為墳墓中最富有的人。」

### Apple III与Lisa

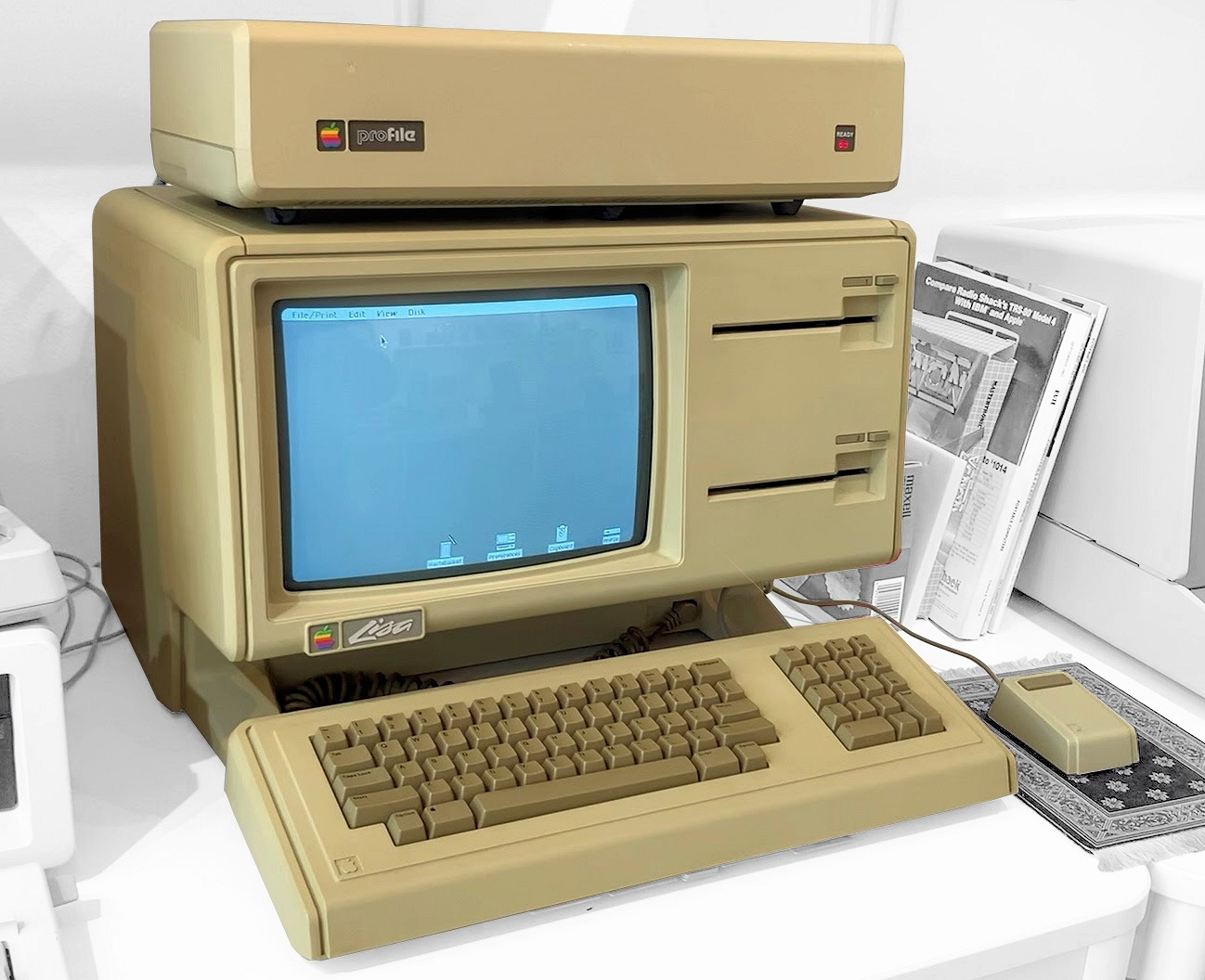
Apple Lisa

在1980年代，当小型企业还在使用Apple II时，苹果感到它需要一个更新、更先进的型号以参与企业用电脑市场。Apple III的设计师被迫遵循乔布斯的极高和有时不切实际的要求，据说乔布斯觉得散热扇“不雅致”因而被省略了，结果导致电脑容易过热，这迫使最早期的型号被回收。另外，Apple III售价高昂，虽然1983年推出了改善后的升级型，并随之进行了降价促销，但基本上仍是无法挽回Apple III在市场中的劣势，这主要是因为1981年IBM推出的IBM PC及其兼容机席卷了个人电脑市场。Apple III总共只制造了9萬部。
与此同时，苹果内部的各工作组正在日以继夜地设计二款完全不同的新款个人电脑。他们使用了许多先进的技术，例如：图形用户界面、鼠标、面向对象程序设计和网络功能。1979年12月他们带乔布斯前往施乐帕羅奧多研究中心，在参观了他们的概念机Alto之後，乔布斯决定将图形集中、图标友善这种思想贯彻在苹果的两个下一代电脑项目：Lisa和Macintosh（麦金塔）上。
Lisa是一款具有划时代意义的电脑，在Mac的开发早期，很多系统软件都是在Lisa上设计的。它具有16位元的CPU、鼠标、硬盘，以及支持图形用户界面和多任务的操作系统，并且随机捆绑了7个商用软件。
Lisa在1983年1月以9,995美元的身价初次露面。苹果再次推出了一款超越它所处时代的产品，但过于昂贵的价格和缺少软件开发商的支持，使苹果再次失去获得企业市场份额的机会。Lisa在1986年被终止，余货被埋在犹他州的垃圾堆填区。
Lisa是以乔布斯的女儿的名字“丽萨”（Lisa）来命名的。苹果对此的官方解释是“本地集成系统架构”（Local Integrated Systems Architecture）的缩写，而工程师们则私下解释为“Lisa:编造的愚蠢缩写”（Lisa:Invented Stupid Acronym）。在《乔布斯传》作者沃尔特·艾萨克森问起这件事时，乔布斯坦率承认Lisa是以他女儿的名字命名的。而当初给Lisa电脑定名的时候，是乔布斯提出了Lisa这个名字，让工程师们倒推出一个全称的。

### Macintosh的推出

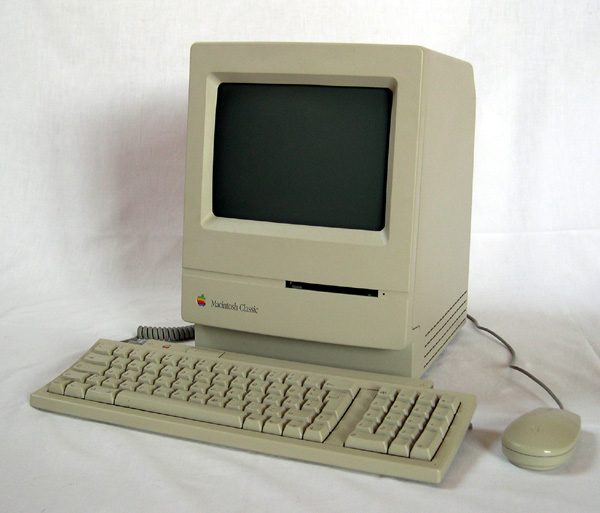
1990年的蘋果電腦，Macintosh Classic

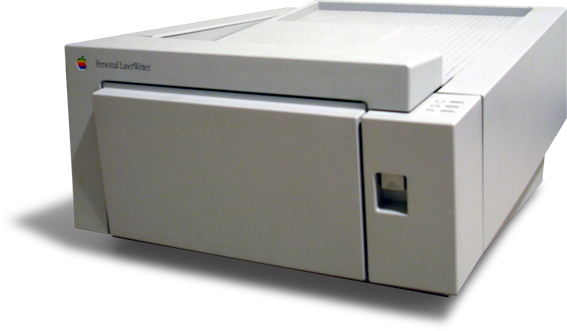
蘋果LaserWriter NTR雷射印表機

Lisa计划从乔布斯控制的发展计划中中途被取消。但乔布斯立刻推出了Macintosh，最初把它预想为一种“廉价Lisa”。Apple Macintosh在1984年以一个著名的超级杯广告（基于乔治·奥韦尔的小说《一九八四》）开始投放市场，其中更宣布“在1月24日，苹果电脑将推出Macintosh。你将会见到为什么1984将不会成为‘1984’。”这暗示了新的Mac和其“容易使用”的圖形使用者介面将电脑和信息从公司和技术统治论者那里解放出来。苹果也大量生产由苹果雇员与之后的苹果人盖伊·川崎首创的苹果福音传道的思想。
Macintosh延续了苹果的成功，但不能达到它最辉煌时的水平。在一次比尔·盖茨（微软前任总裁）参观苹果位于库比蒂诺的总部时，乔布斯展示了Mac圖形使用者介面的原型。在之后的1985年，微软发布了Microsoft Windows，它让IBM PC拥有了圖形使用者介面。苹果因不能容忍其他公司複製Mac图形用户界面向微软提出诉讼，微软则以中止他们所提供的Macintosh用的商用软件Microsoft Excel的开发相威胁，诉讼持续了4年结果不了了之。有人说这是因为当时IBM也在开发仿Mac的图形界面TopView，如果把判决微软侵权就意味着日后苹果也能把IBM拉下马。尽管首个版本的Windows在技术层面上不如Mac，但Windows加上一部PC兼容机的价格比Mac便宜许多，而且不久以后在Windows上也同样出现了很多的软件。

### 衰落期（1989年–1996年）

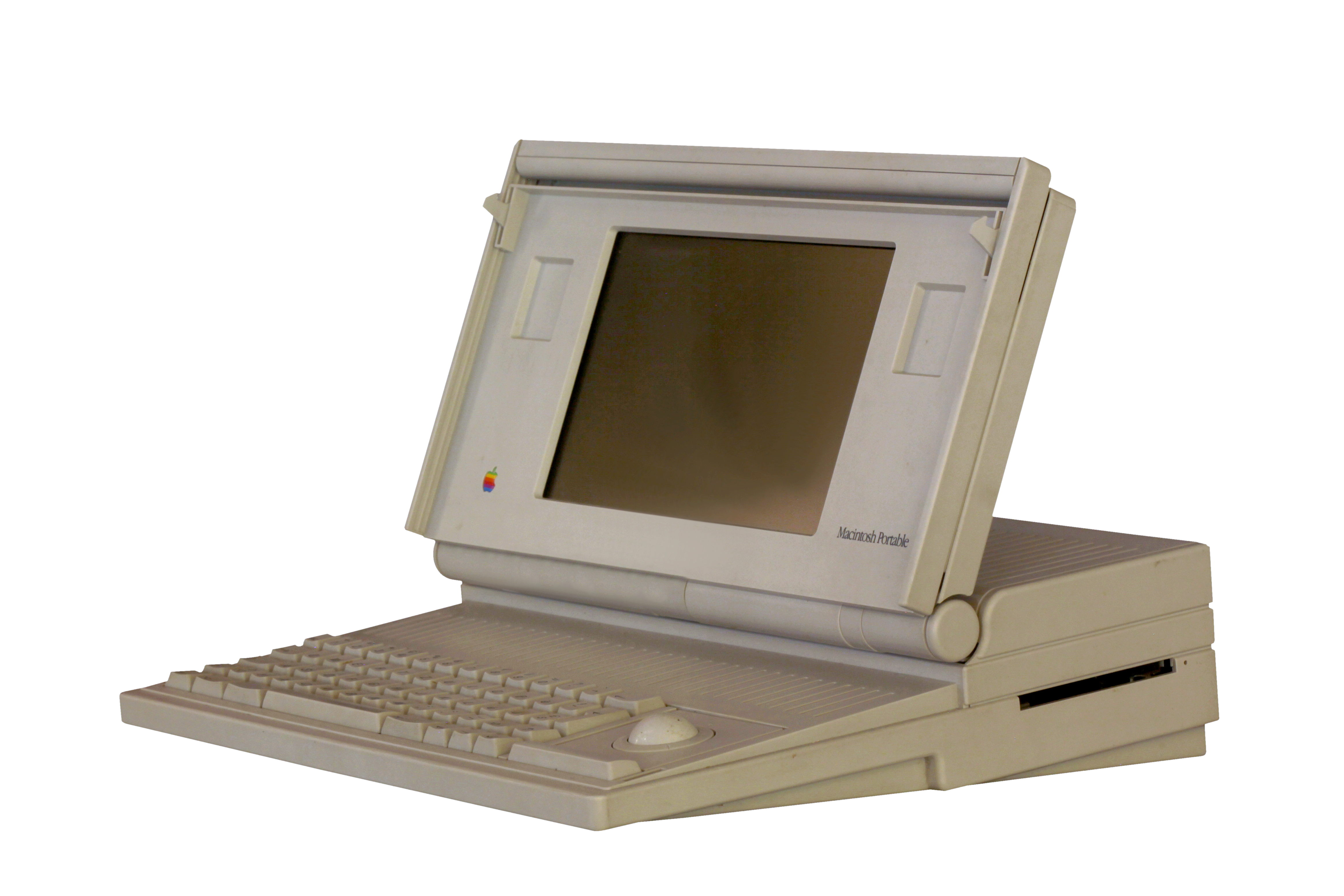
Macintosh Portable

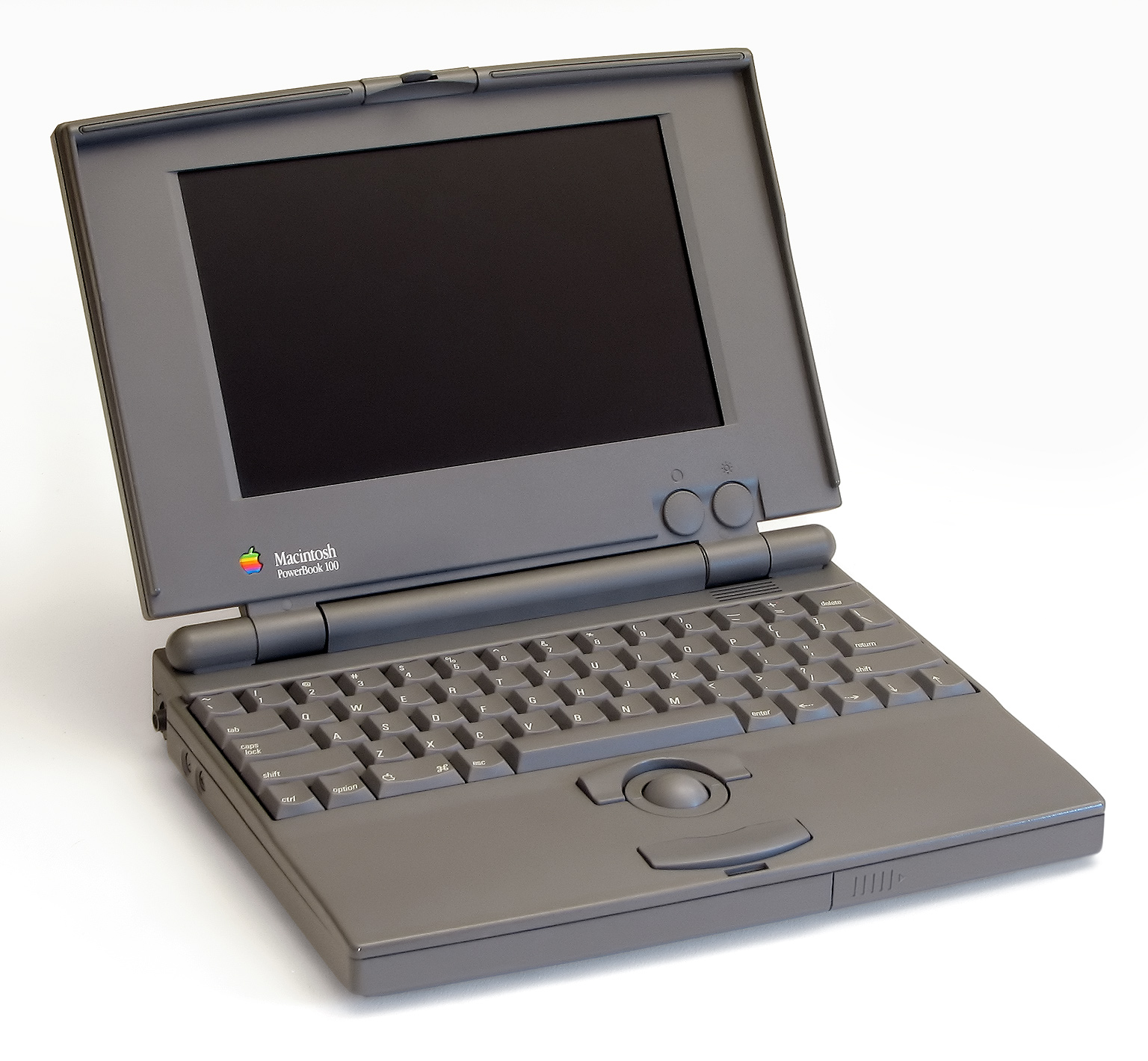
PowerBook 100

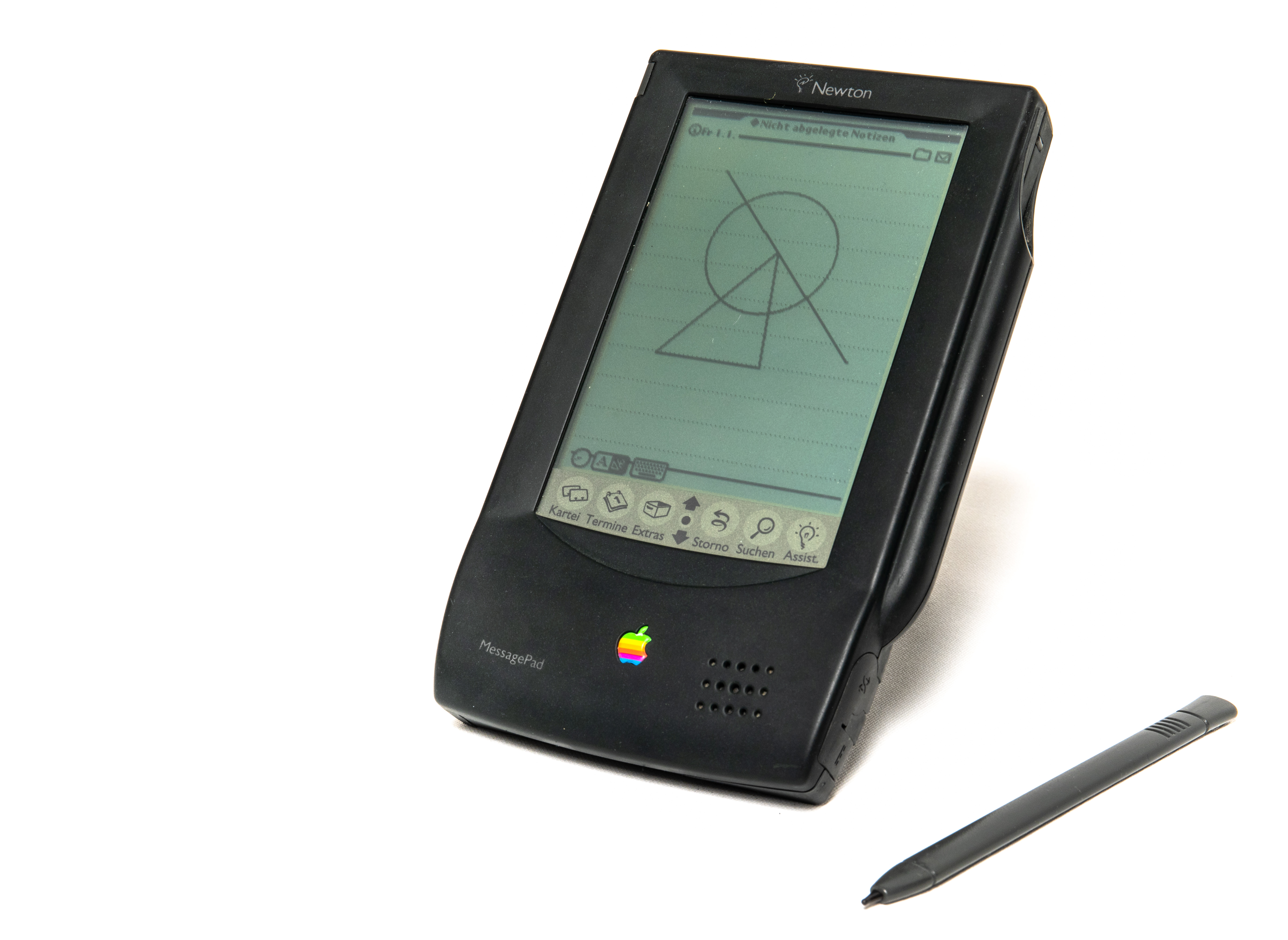
Apple Newton MessagePad

乔布斯离开苹果电脑后，公司的开发主管一职落入让-路易·加西手上，他之前是法国分公司主管。加西将产品线推向两个方向，即更“开放”和更高价，他认为不应该销售低端低利润的苹果产品。加西的政策致使苹果产品的售价越来越高，公司曾有一个叫“Drama”的低端项目，最终也被加西叫停。1990年，随着苹果的销售下滑，加西的政策开始引起广泛争议并最终导致其离职，邁克爾·斯賓德勒继任。之后，約翰·斯卡利于1993年辞去CEO职位，斯平德勒接任。他在任期间大力推广低端电脑如Macintosh Classic、Macintosh II si、Macintosh LC。以及执行继续生产Apple Newton及开发Copland操作系统的政策，他亦曾参与苹果与IBM、SUN、飛利浦的并购谈判。1996年，吉爾·阿梅利奧接任其职位。
在这期间，在1989年推出銷量欠理想的筆記本Macintosh Portable後，一部更受歡迎的筆記本電腦PowerBook在1990年代初推出市面。這是首次與索尼聯合設計，並為現今流行的筆記本電腦設立了現代的外形標準。這款來自蘋果的產品還包括了操作系统（如ProDOS、Mac OS和A/UX）、網絡產品（如AppleTalk）和多媒體軟件（QuickTime）。在1994年，蘋果更新了它的Macintosh產品線，推出了Power Mac系列。它基於IBM、摩托羅拉和蘋果三家共同開發的PowerPC系列處理器。這款處理器使用RISC（精簡指令集運算）結構，它超過了之前Mac所使用的Motorola 680x0系列，而且有本質的不同。蘋果的系統軟件經過調整，能讓大部分為舊處理器編寫的程序在PowerPC系列上以模擬模式運行。
在1993年，蘋果發表了蘋果牛頓，創造了Personal Digital Assistance一詞，為最早的PDA。它雖然銷量欠理想，但成為如Palm Pilot和PocketPC等產品的先驅者。同年，苹果公司于北京设立办事处，正式进入中国市场。但在整個1990年代，微軟開始比蘋果獲得更多新電腦用戶，蘋果的市佔率十年內從20%滑落到5%。公司在財政上努力掙扎，到1997年8月6日，微軟使用1.5億美元購買蘋果公司非投票股份以換取蘋果放棄控告微軟侵犯版權的官司和以後每一部Macintosh上內置Internet Explorer。（微軟在2003年時已全部售出了所持有的蘋果股票與停止開發Internet Explorer的Mac版本。）或許更意味深長的，微軟同時宣佈了繼續支援其Mac版本上的Office系列，並成立了Macintosh軟件部門。這個扭轉了微軟之前Mac版軟件較PC版落後的情況，也讓它獲得數個大獎。
业务的衰退、市场份额的流失，使得各界开始期盼有能者管理苹果公司。由于Copland的开发计划陷入僵局，阿梅里奥急需与外间公司合作以开发一套替代系统。最终，苹果以收购NeXT的方法得到了他们公司OpenStep操作系统及开发人员，并從而令其公司老板乔布斯回归苹果。乔布斯回归后大幅改革公司管理，并开发诸如iMac等的一系列新产品，重新把公司帶上軌道。

### 东山再起（2001年–2011年）

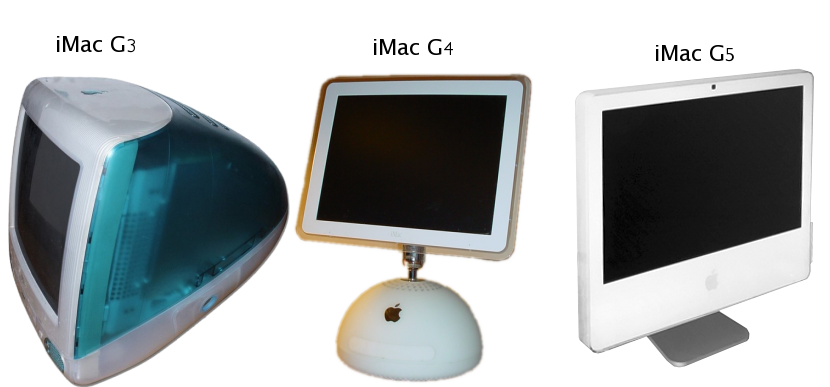
iMac

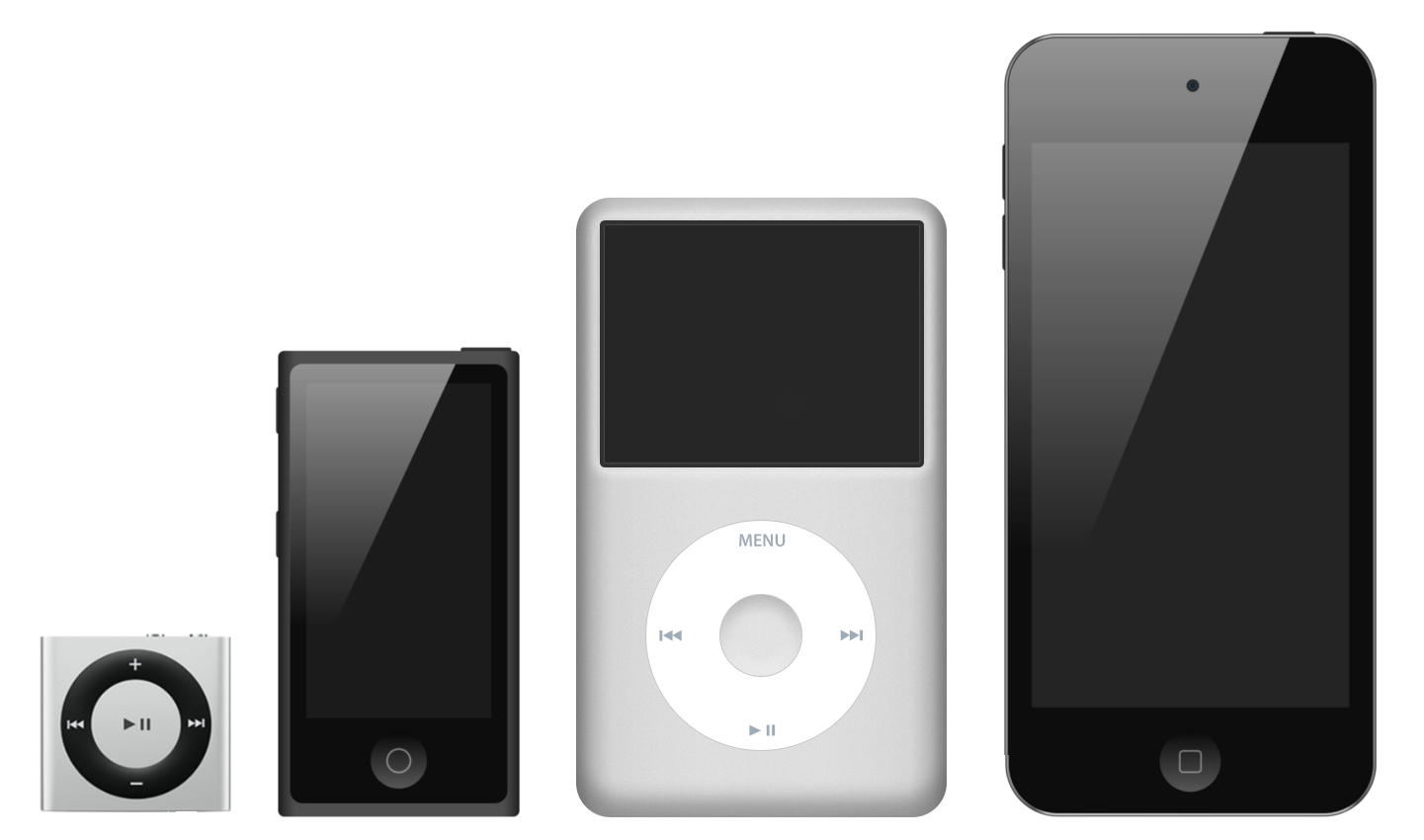
iPod

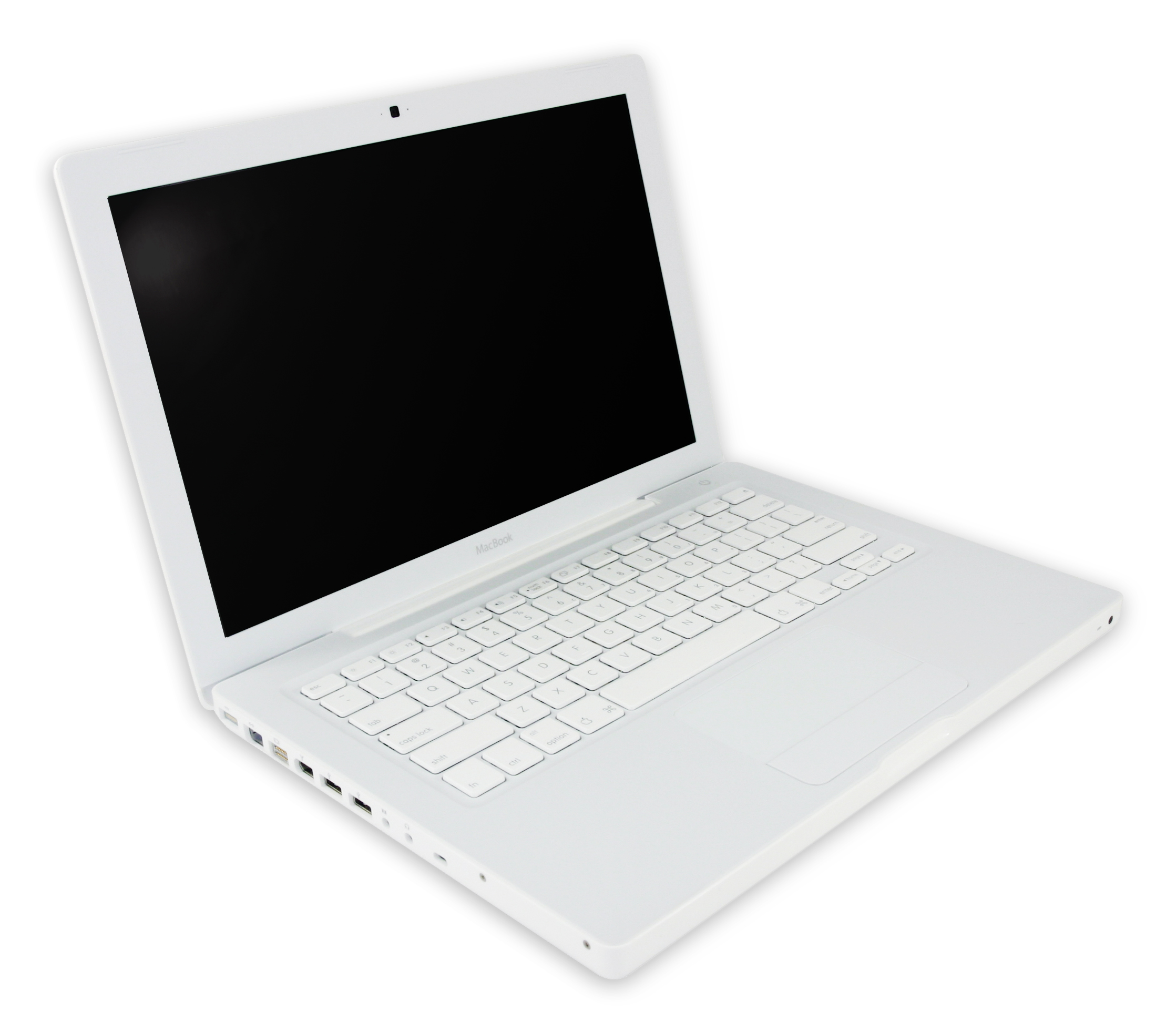
MacBook

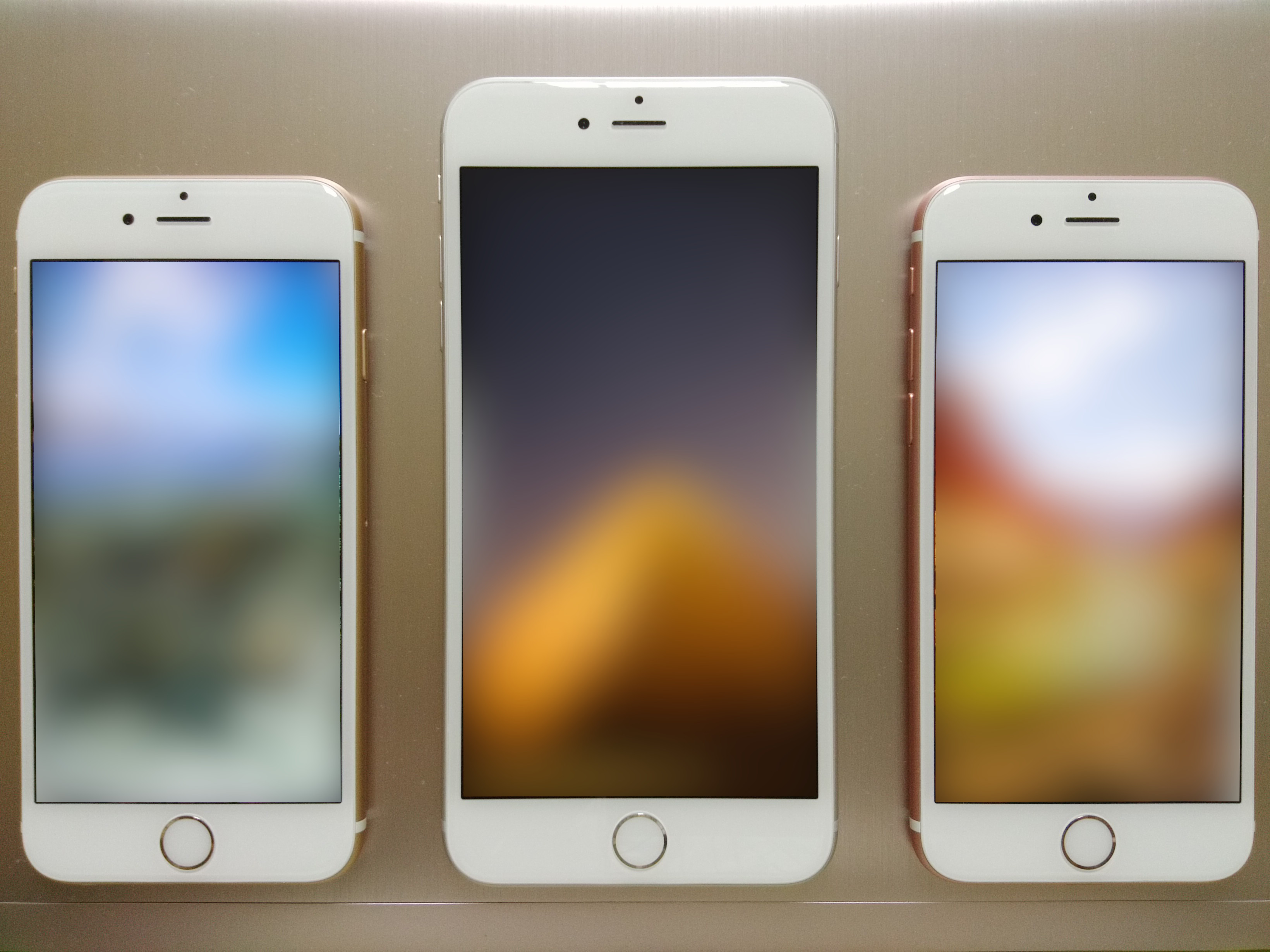
iPhone智能手機

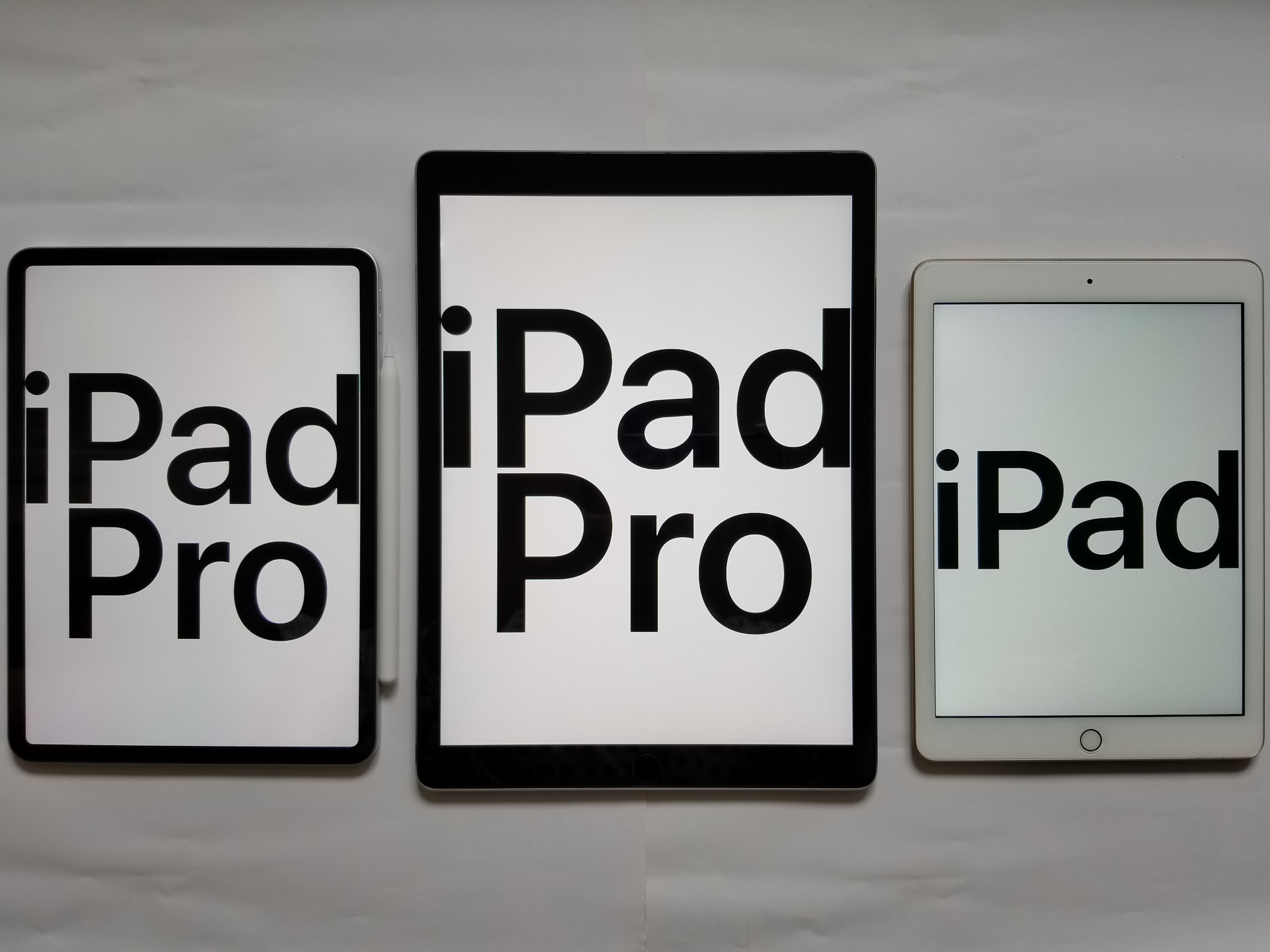
iPad平板電腦

在2001年3月，蘋果推出了Mac OS X，一個基於OpenStep和BSD Unix的作業系統，並同時以專業人士和消費者為目標市場。它整合了UNIX的穩定性、可靠性和安全性，以及Macintosh使用者介面的易用性。OS X包含了模擬舊版系統軟件的功能，因此它能執行為Mac OS 9而編寫的軟件。通過蘋果的Carbon庫，在OS X前開發的軟件相對容易地配合和利用OS X的特色。
在2002年初，蘋果展示了新款的iMac G4。它的特色在於其用在支撐LCD屏幕的是一個可擺動的金屬器臂。此產品其後被2004年8月31日推出的iMac G5取代。iMac G5此型號省掉了底座，把CPU和整部電腦的硬件藏在平板顯示器的後面，只由流線型的鋁腳支撐。iMac G5是當時世界上最薄的一體式電腦，厚約5.1釐米（約2英吋）。
隨後蘋果陸續推出新產品，包括使用無線局域網科技連接不同品牌電腦的蘋果AirPort以及iBook。
蘋果的PowerBook、iBook和iMac，經常成為電影和電視劇集中的道具。在當時的電影中，英雄或好人通常使用蘋果電腦，而惡棍或壞人則使用PC兼容機。蘋果更曾經透過電影《職業特工隊》和《ID4星際終結者》中展現PowerBook功能的片段，作為另類廣告競爭的手段。
2001年10月推出的iPod數碼音樂播放器獲得了空前的成功。雖然它並非是市面上首款便攜式MP3播放器，但其精良的設計及舒適的手感令其大受好評，配合其獨家的iTunes網絡付費音樂下載系統，一舉擊敗索尼公司的Walkman系列成為全球佔有率第一的便攜式音樂播放器，隨後推出的數個iPod系列產品更加鞏固了蘋果在數碼音樂市場的龍頭地位。到了2007年，蘋果宣佈售出第一億部iPod，是史上銷售速度最快的MP3播放器。而自首次推出iPod以來，蘋果現已推出超過二十款iPod產品。
在2005年6月6日的WWDC大會上，CEO喬布斯宣佈從2006年起的Mac電腦產品將開始使用英特尔公司所製造的CPU（英特尔酷睿）。2006年1月10日，蘋果發布了使用英特爾處理器的iMac，獲得了該公司創立以來最大幅度的市佔率成長。2006年4月5日，蘋果電腦推出了一款在使用英特爾處理器的Mac電腦上運行微軟Windows XP的軟件Boot Camp。它允許用戶在電腦上同時安裝兩款操作系统，而用戶還能在重啟電腦時選擇使用Mac或是Windows。
2006年8月29日，蘋果發佈聲明，Google公司首席執行官埃裡克·施密特加入蘋果公司董事會。
2007年1月9日，蘋果電腦公司正式推出其首款智慧型手機iPhone，並宣佈更名為蘋果公司。截至2013年4月，蘋果已售出高達3.56億部iPhone。
2008年1月15日，蘋果公司在MacWorld2008展會上發佈MacBook Air筆記本電腦，是當時市面上最薄的筆記本電腦。同年10月15日，蘋果公司推出經過全新設計的MacBook、MacBook Pro系列筆記本電腦和新產品Apple LED Cinema Display顯示器。MacBook Pro比舊有的白色MacBook有多項主要改進，例如使用運用水切割工藝切割鋁合金材料而製成的一體成型機身，全面採用NVIDIA公司的圖形處理器和LED背光顯示屏，以及采用了新玻璃材質Multi-Touch觸控板。而其新產品Apple LED Cinema Display，則是蘋果專門為MacBook設計的外接顯示器，也是蘋果公司第一款採用LED材質製造的大型獨立顯示器。縱然新的MacBook Pro作出了大幅度的改進，原MacBook系列中的白色型號依然保留在生產線上。17英吋的MacBook Pro並沒有在十月時與其他MacBook Pro一起更新，要等到2009年1月6日才得到更新。
2008年7月11日，蘋果公司在全球22個國家及地區發售iPhone 3G。 
2009年6月8日，蘋果公司宣布推出iPhone 3GS 。
早於2001年5月，蘋果已宣佈開設蘋果零售店，主要目的是為了抑止蘋果市場佔有率的下滑趨勢就和改善代銷商欠佳的行銷策略。最初，蘋果只在美國本土開店。但之后2003年底日本東京銀座店開幕，使蘋果將其零售店網絡延伸到美國以外。2008年7月19日，蘋果公司在中國北京的直營店在三里屯開幕，是蘋果公司在中國大陸的首家直營店。同年並推出了iPod及iTunes Store，直至2008年，iTunes Store已擁有五十億首歌曲下載量。iTunes是一個完全運作在互聯網上的數碼媒體商城，如今iTunes已是全球最受歡迎及最大的數碼音樂商城。iPod其運營模式現在已使音樂產業上數以百萬計的從業人員獲利。
2010年1月27日，蘋果推出平板電腦產品iPad，定位介於iPhone和MacBook之間，並採用iPhone OS操作系统的修改版。於同年6月22日，蘋果發表聲明指iPad開售八十日，已經售出三百萬部。截至2012年9月，蘋果已售出超過八千四百萬部iPad。
2010年6月7日，賈伯斯在蘋果全球開發者大會中發布iPhone 4。
2011年6月6日，乔布斯主持蘋果全球開發者大會，並推出Mac OS X Lion、iOS 5、iCloud等產品。这也是他最后一次在公开媒体上露面。同年10月4日，新任行政總裁提姆·庫克第一次主持產品發表會，並推出iPhone 4S。次日，10月5日下午3時左右，喬布斯於美國加州的寓所病逝，蘋果網站首頁換上喬布斯的黑白照片，哀悼喬布斯。而世界各地的蘋果支持者亦在蘋果零售店獻花。

### 後喬布斯時代（2011年–至今）

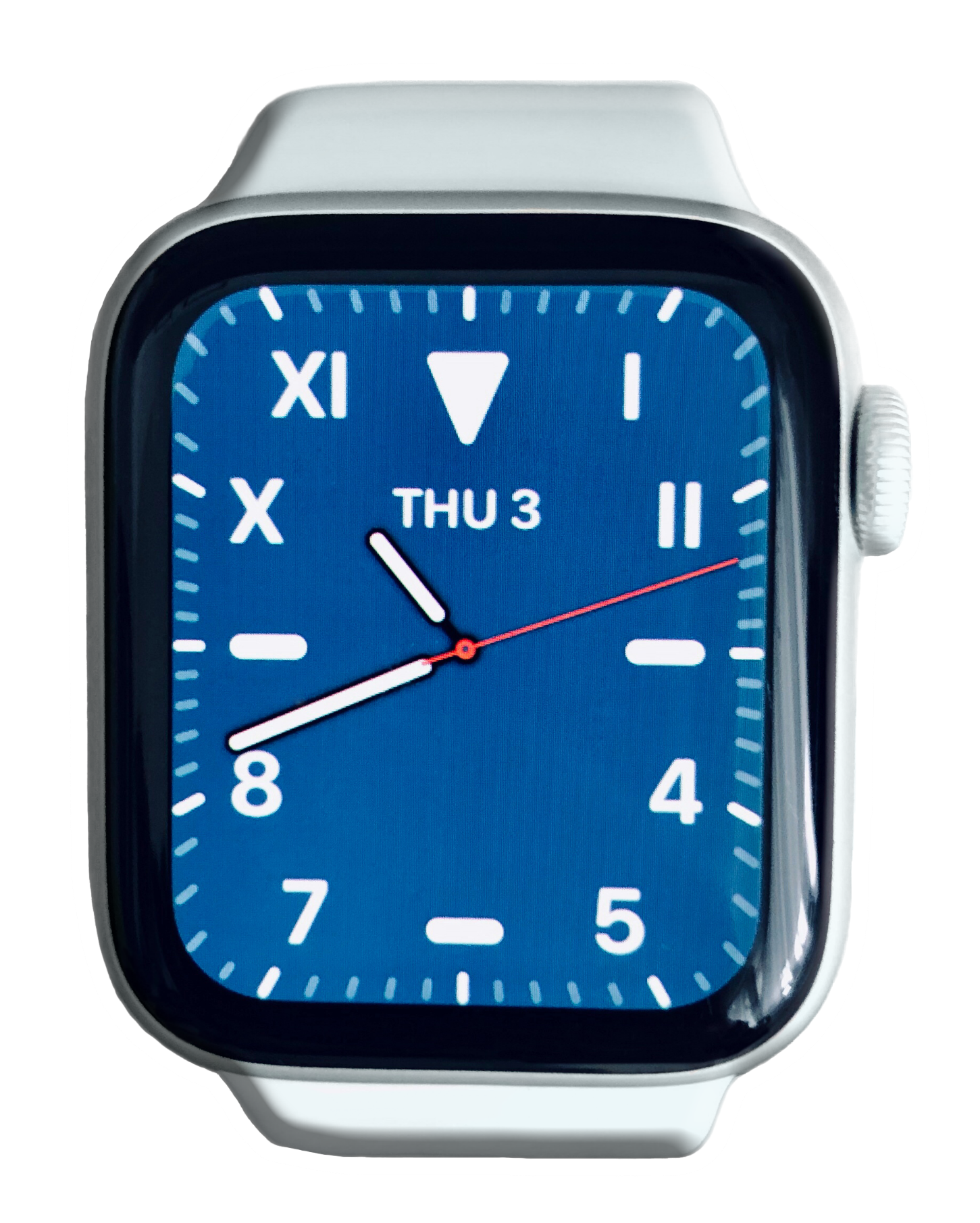
Apple Watch

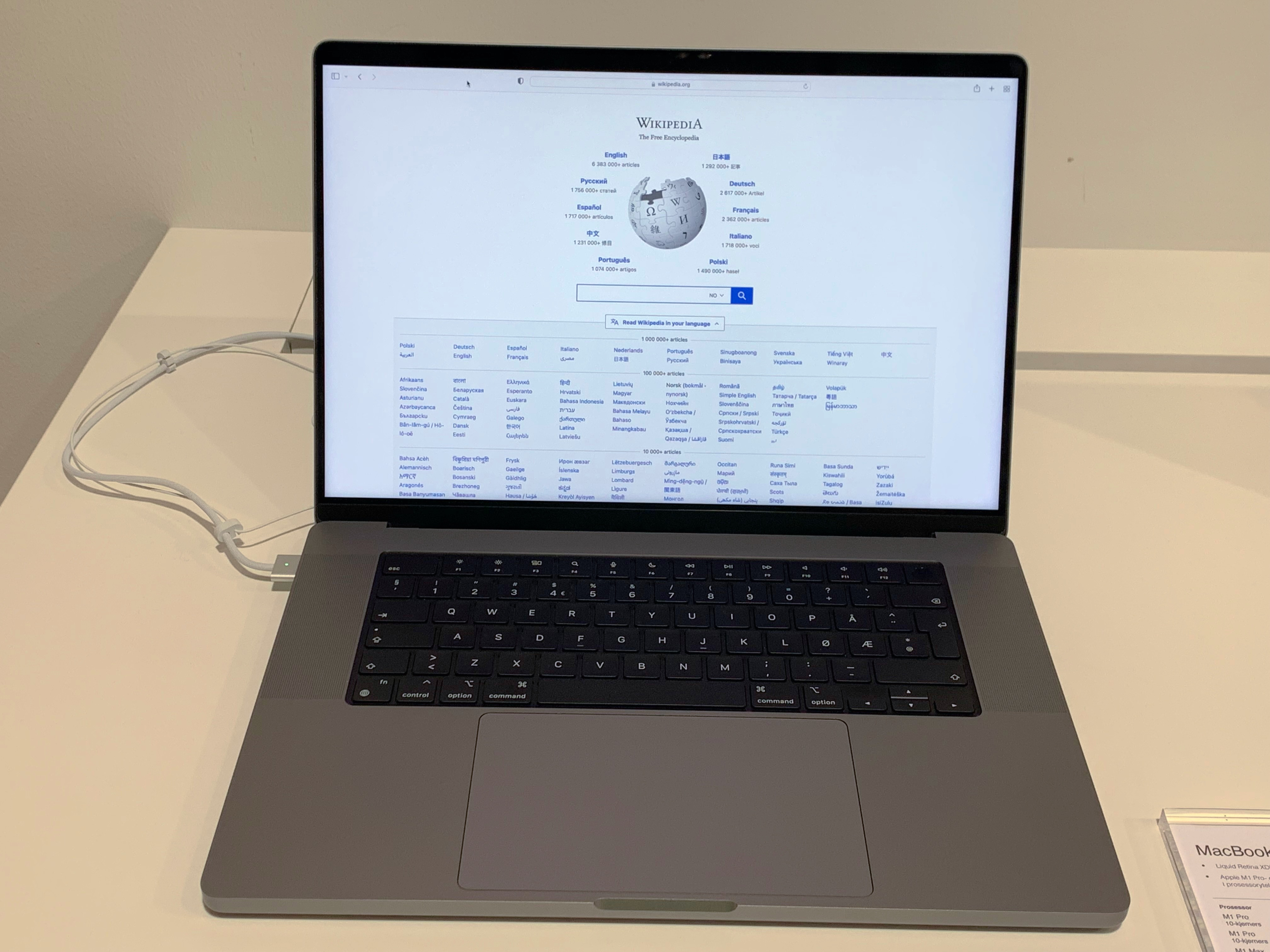
MacBook Pro（16英寸、M1 Pro处理器机型，2021款）

2011年8月24日，乔布斯辞去苹果公司首席执行官职位，董事会任命原首席运营官提姆·库克为公司的新任首席执行官，乔布斯当选为董事长。2011年10月5日，乔布斯病逝。庫克接手後並未對公司作出重大改變，大致上依照喬布斯時代的方向繼續營運公司。2012年1月10日，蘋果以5億美元收購以色列記憶體製造商Anobit，同時在當地設立研發中心。
2012年1月19日，蘋果發佈iBooks。這是喬布斯逝世後首次的發佈會，並由菲爾·席勒負責介紹新產品。同年3月蘋果推出iPad (第三代)。其後在8月份，蘋果公司市值升至6,240億美元，打破微軟於1999年創立的最高市值記錄。
2012年9月12日，蘋果公司發表了自2010年以來iPhone在設計上的第一個重大改變—iPhone 5，並推出自家的地圖軟件。他們首次通過使螢幕變長不變寬的做法，螢幕由3.5英吋增至4吋，在不影響單手操作的前提下擴大了iPhone的顯示範圍。手機螢幕的比例由3:2調整至接近16:9 。
2012年10月23日，蘋果發佈了iPad (第四代)、13吋Retina MacBook Pro，新一代Mac mini和新一代的iMac。除此之外，當日亦推出了7.9吋iPad mini，是自庫克上台以來第一個全新產品。蘋果於11月3日公布，在發佈會三天內的新iPad銷量達三百萬部。11月10日，蘋果宣布撤銷所有與HTC之間的訴訟，並與其簽訂一份十年長的授權協議。估計蘋果每年可因此額外獲利2.8億。
2012年12月，行政總裁庫克在全國廣播公司的節目上表示蘋果將會在美國開設一條新的生產線，一改以往全部產品均在中國組裝的習慣。這款產品在其後的全球軟體開發者年會上證實了是新款的Mac Pro。2013年5月16日，App Store下载量突破500亿次。全球用户平均每秒从App Store下载800个程式，而App Store内程序总數也超過了850,000款。
2013年6月10日，蘋果在全球軟體開發者年會上發佈OS X Mavericks、iTunes Radio音樂串流服務、全新圓筒型Mac Pro以及iOS 7。iOS 7的新設計的評語好壞參半，特別是備受爭議的新應用程式圖示設計。不過除圖示外新系統交由乔纳森·埃维負責設計，並在用戶界面上作出了重大改變，放棄舊有的擬物風格設計而改用簡約設計，顯示了蘋果在喬布斯離開後正嘗試改變舊有的風格。
2013年10月22日，蘋果於美国加州舊金山發佈新一代9.7寸的iPad Air ，與新一代7.9吋的iPad mini 2。
2014年5月28日，苹果公司以30亿美元收购高阶耳机与音乐串流服务业者Beats by Dr. Dre。
2014年9月9日，蒂姆·库克於蘋果發表會上宣布蘋果手錶結合了運動追蹤和健康相關功能，並能與iOS和其他蘋果產品與服務整合。蘋果宣布蘋果手錶將會推出三個系列：Apple Watch Sport、Apple Watch和Apple Watch Edition。這些系列的將由不同錶殼與錶帶的組合做出區別。手錶的許多預設功能必須依靠與iPhone連結才能運行（例如撥打電話和傳送簡訊），透過藍芽或Wi-Fi以無線的方式與安裝有iOS 8.2或更新版本的iPhone 5及後繼機種連結。
2014年10月16日，蘋果於美国加州舊金山發佈新一代9.7寸的iPad Air 2與新一代7.9寸的iPad mini 3。
2015年3月6日標普道瓊斯指數公司公佈，蘋果公司將取代AT&T，成為道指成份股。變動將於3月19日美股開盤时正式生效。
2015年6月9日，苹果宣布推出在线付费音乐服务Apple Music与网络FM频道Beats 1。
2017年9月12日，蘋果於蘋果新總部Apple Park裡的Steve Jobs Theater舉行新品發表會，正式發表了Apple Watch Series 3、Apple TV 4K、iPhone 8、iPhone 8 Plus和iPhone X。
2018年9月12日，苹果在新总部Apple Park中的史蒂夫·乔布斯剧院举行新品发表会，正式发表了Apple Watch Series 4、iPhone XS、iPhone XS Max和iPhone XR。
2018年10月30日，苹果在纽约召开发布会，发布了最新一代Macbook Air、Mac mini及iPad Pro。
2018年10月11日，蘋果以6億元收購德國戴樂格半導體有限公司Dialog Semiconductor Plc的部份股權，包括授權其電源管理技術、轉移部分資產以及輸送300名研發工程師給蘋果，拓展公司在歐洲的芯片業務，同時確保這家德國上市公司作為蘋果供應商的地位
2019年3月18日，苹果在其官方商城上架iPad Air和iPad mini。
2019年6月7日，WWDC2019召开，iOS更新到iOS13，macOS Catalina发布，watchOS 6和tvOS 13发布。久未得到更新的Mac Pro迎来升级。苹果还发布了新一代显示器——Pro Display XDR。
2019年6月27日，苹果宣布總设计师乔纳森·艾维即将离职。
2019年7月26日，蘋果以10億美元收購英特爾旗下的智能手機調制解調器業務，以及一系列專利和大約2,200名員工
2019年9月10日，在蘋果園區史蒂夫·賈伯斯劇院由CEO蒂姆·庫克發表iPhone 11 Pro及iPhone 11 Pro Max，並宣布新款iPad新系統iPadOS，發布的商品於2019年9月20日開始銷售。
2020年6月，因應在全球擴散，WWDC第一次改為在線上以預錄方式舉辦。蘋果發表了iOS 14、iPadOS 14、macOS Big Sur，並宣布將會花兩年時間將原本以Intel為核心的Mac電腦改為以蘋果晶片為核心。
2020年8月19日，苹果成为全球首家市值突破2兆美元的公司。
2020年10月14日蘋果發布首支5G iPhone－iPhone 12與iPhone 12 Pro系列。上市同日起，官方商店的新舊款手機將不提供耳機線以及充電器
2020年10月，为了加快向消费者交付设备的速度，Apple 宣布从2020年10月开始直接从其商店运送设备。该公司宣布使用其Apple Stores网络作为事实上的履行中心，将产品直接从商店运送到客户。

## 市值
2010年5月，苹果公司市值超过微软，成为全球市值最高的IT企业在此过程中，苹果公司在全球IT行业的影响力超过微软，并成为全球IT行业的领导者。2011年8月9日周二纽约股市盘中，苹果市值一度达到世界第一。2012年4月起，苹果以超过5,200亿美元的市值稳坐第一的位置。2012年9月19日，蘋果公司股價达到历史最高的705.07美元，之后开始逐渐回落，但目前股价和市值趋于稳定，市值重新升至第一。2013年9月30日，美國品牌顧問公司Interbrand公布「2013年全球百大最有價值品牌」排行榜，穩坐榜首十四年的可口可樂（Coca Cola）首度跌至第三，王座讓給去年亞軍蘋果公司（Apple）。
2014年11月26日，据华尔街日报报道，苹果公司市值超过7,000亿美元，再创历史新高，成为世界上股票市值最高的公司。（但同时也有人指出，如果考虑通货膨胀并进行调整，苹果并非史上市值最高的公司，如微软公司市值就曾达到9,000亿美元，但其市值却在6,000多亿美元。）
2017年5月9日，蘋果公司股價在盤中曾創下153.61美元的歷史新高，最終在美股收市時段後股價仍升4.05美元（2.72%），收市報153.01美元，市值突破8,000億美元，創下8,110億美元的歷史新高，據華爾街投資銀行Drexel Hamiton的分析員Brian White指出，隨著蘋果公司在今年秋季將會發佈新款智能手機iPhone 8及iPhone X，公司仍處於釋放升值潛力的階段，並預期未來12個月的市值有機會突破1兆美元（US$1 Trillion），成為全球首間萬億美元的上市科技公司，由於蘋果公司現時股份總數為52.13億股，若股價真的衝上202.00美元，市值將達到1.053兆美元，蘋果公司股價今年以來已累升約29%。
2018年8月2日，苹果公司股价突破208美元，并由此成为世界上第二个市值突破1兆美元的商业公司。（世界上第一个市值突破兆美元的公司是中國石油。）
2018年底至2019年初，苹果股价不断下滑，2019年1月3日，苹果股价大跌10%，创六年内最大跌幅，使得市值跌破7,000亿美元。大跌原因可能与中国市场疲软有关。苹果甚至不得不调低中国市场产品价格应对。
2022年初，受到新冠肺炎疫情的影響，蘋果公司市值在1月3日盤中短暫突破3兆美元，成為世界上第一個達到這個里程碑的企業，距離突破2兆美元僅相隔16個月，反映投資人對蘋果產品、及其探索自駕車、虛擬實境等新市場發展的信心。
美东时间2024年7月10日，苹果股价再度上涨，收盘价达到232.98美元，总市值为3.57万亿美元。同时，苹果成为全球首个市值超过3.5万亿美元的公司，超过微软位列第一。苹果推出Apple Intelligence的AI体系后，业内看好生成式AI驱动苹果手机的换机势头。日前也有产业链消息称，苹果对iPhone16系列的备货目标进行微调，备货目标上涨至9000万部。

## 產品系列

### 麦金塔
正在發售的Mac電腦：
- MacBook Air：超薄筆記型電腦，最初於2008年發布。
- MacBook Pro：專業筆記型電腦，最初於2006年發布。
- Mac Mini：迷你台式機，最初於2005年發布。
- iMac：一體型，最初於1998年發布。
- iMac Pro：專業一體型，最初於2017年發布。
- Mac Pro：工作站台式機，最初於2006年發布。
- Mac Studio：工作站台式機，最初於2022年發布。

蘋果公司為Mac電腦設計了多款配件，包括Pro Display XDR、Studio Display、巧控滑鼠、巧控鍵盤、巧控板等等。

### iPod

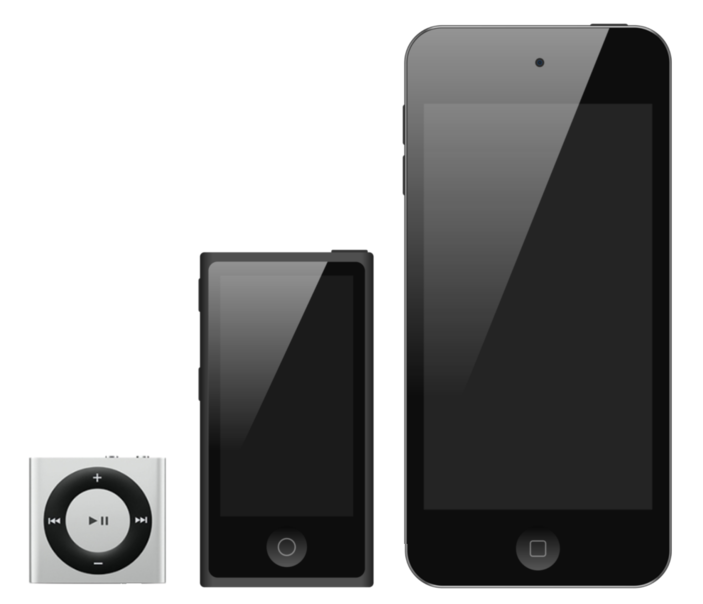
由左到右：iPod Shuffle, iPod Nano, iPod Touch

2001年10月23日，苹果公司推出了iPod数字音乐播放器。此后又推出了几款新型号，iPod品牌的销量目前在便携式音乐播放器市场遥遥领先。截至2015年9月，iPod的出货量已超过3.9亿部。苹果公司与Nike合作推出Nike+iPod运动套装，跑步者能够通过iTunes和Nike+网站同步和监控他们的跑步情况。
2017年7月下旬，iPod Nano和iPod Shuffle停产，目前只剩下iPod Touch尚在发售。
2022年5月10日，蘋果正式宣布iPod Touch 7正式停產。

### iPhone

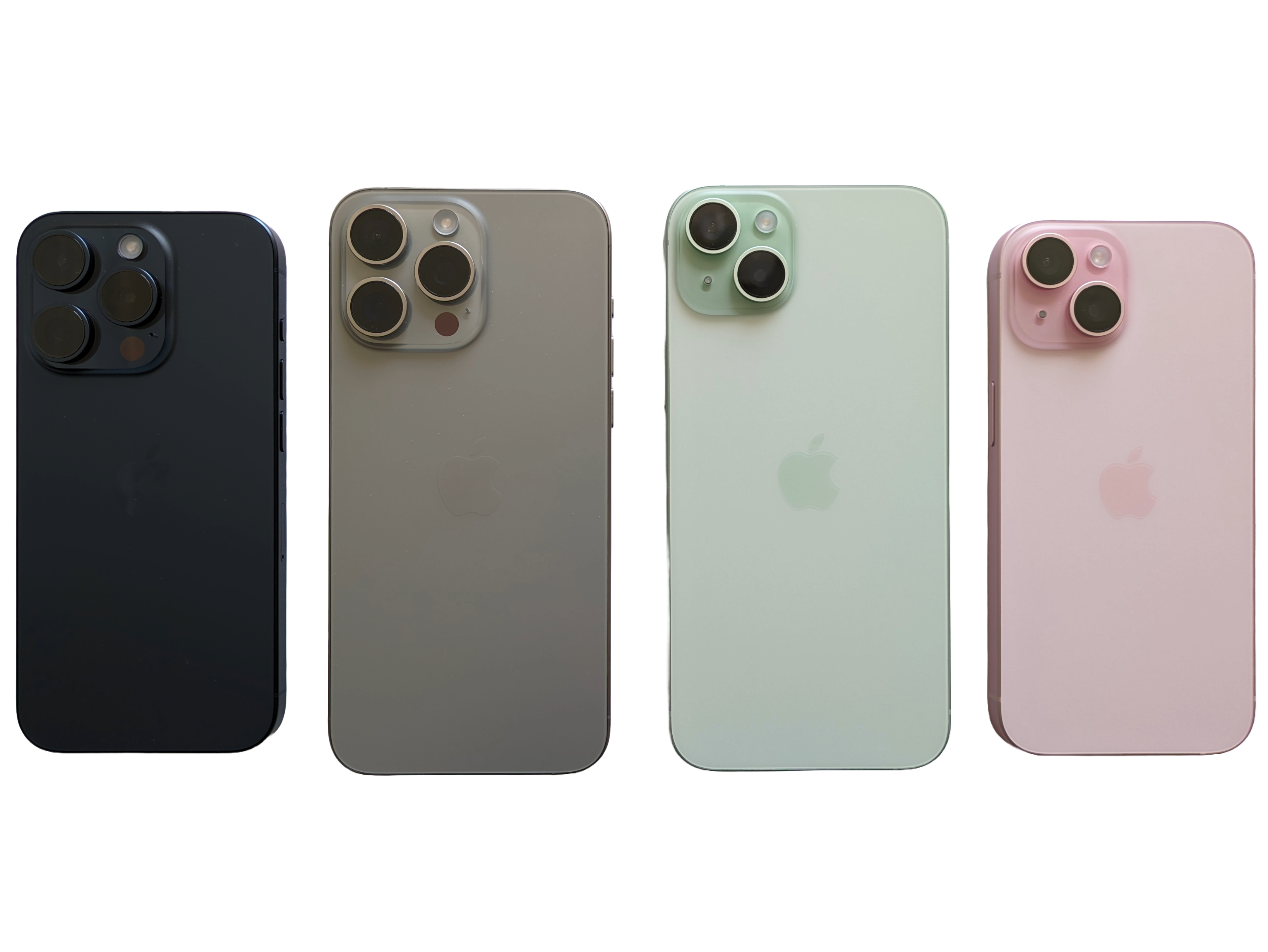
iPhone 15 和 iPhone 15 Pro

iPhone是首款採用的多點觸控技術智慧型手機第一代iPhone於2007年1月9日發表，並在同年6月29日正式發售，iPhone是現今蘋果公司销售量最多的產品。

### iPad
是一个由苹果公司设计销售的平板电脑产品系列， 最早一款iPad在2010年4月3日，最初搭載蘋果公司的iOS（2010－2019年），最新的搭載iPadOS（2019年起）操作系统。

### Apple Watch
2014年9月9日，苹果发布了首款Apple Watch带有健康和健身追踪功能的智能手表。
2014至2023年，苹果共发布了14款Apple Watch，分别为Apple Watch (第一代)、Series 1、Series 2、Series 3、Series 4、Series 5、SE、Series 6、Series 7、Series 8、Series 9、SE 2、Ultra和Ultra 2。

### AirPods
2016年9月7日蘋果秋季新品發布會上初次發布，不過該耳機因為開發原因導致延遲到2016年12月中才正式對外發售，而且因為供不應求，當時之運送等待時間達到至少6週之久。該耳機需要裝置執行iOS 10或watchOS 3以上的作業系統。AirPods可以自動通過iCloud同步，使得AirPods可以在執行macOS Sierra和watchOS的裝置之間自由切換。AirPods也可以通過藍牙4.0協定連結至其他裝置，包括執行Android系統的裝置。
2021年10月19日，蘋果發布第三代AirPods。

### HomePod

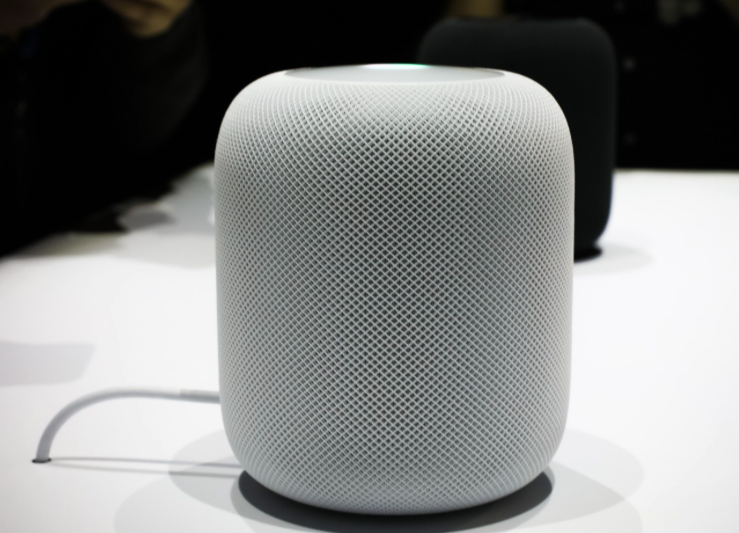
白色的HomePod

2017年6月5日，苹果发布了首款智能音箱HomePod，于2018年2月9日开始发售。HomePod的底座有7个高音扬声器，顶部有一个4英寸的低音扬声器，以及6个用于语音控制和声音优化的麦克风。2020年10月14日，苹果发布了HomePod mini。2023年1月18日，发布了第二代HomePod。

### Apple Vision Pro
Apple Vision Pro于2023年6月6日苹果WWDC23上初次发布，此产品率先于2024年初在美国地区发售，2024年6月28日于中国大陆、香港、日本、新加坡发售，2024年12月17日在台湾上市。作为苹果公司的第一款MR混合现实设备，Apple Vision Pro搭载了M2芯片用来运行visionOS，以及全新的R1芯片专门用于处理来自摄像头、传感器和麦克风的输入，在12毫秒内将图像流式传输到显示器。

### 軟體

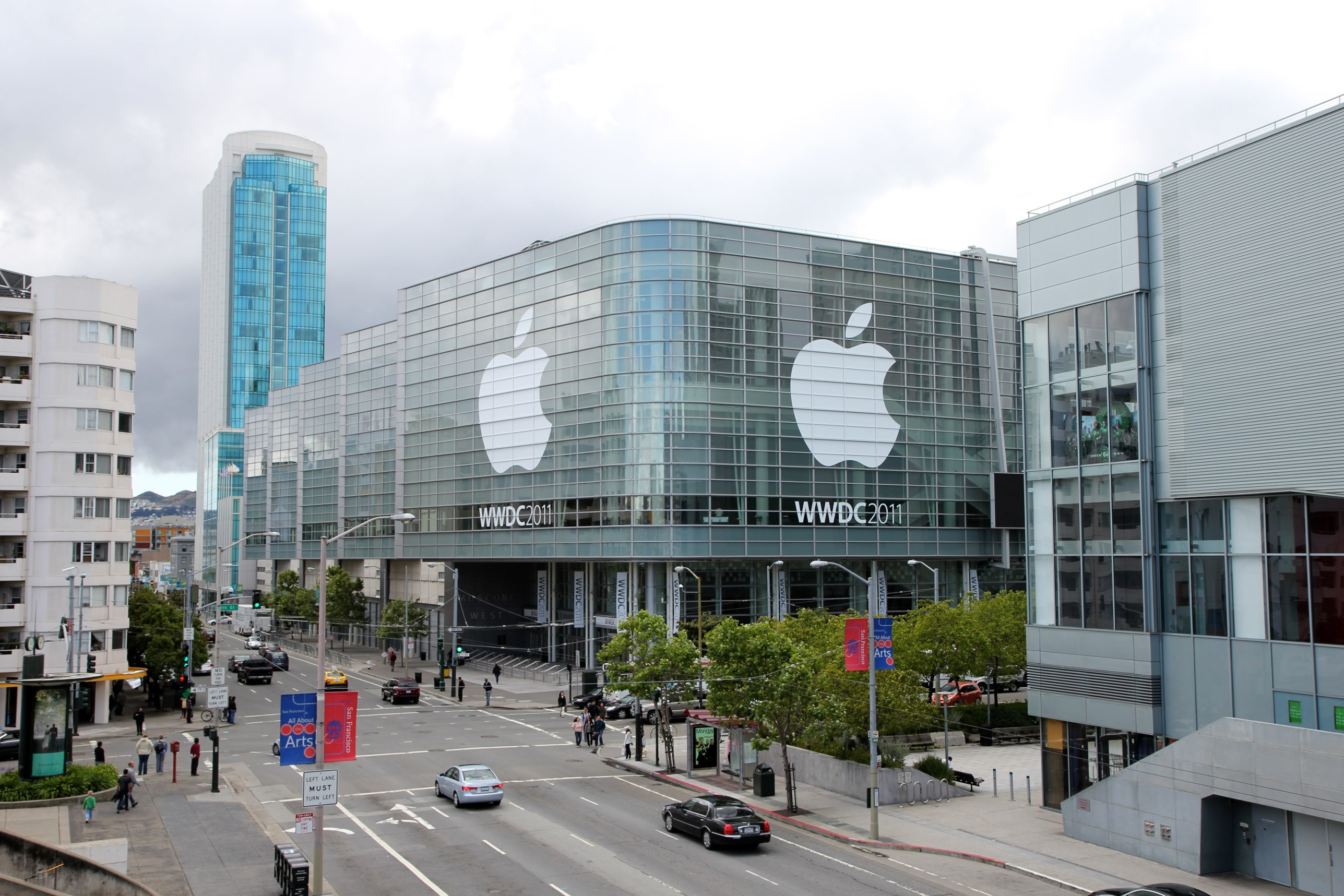
苹果公司每年举办一次苹果全球开发者大会，向软件开发者展示其新的软件和技术

苹果为自己的产品开发了自己的操作系统，包括用于Mac的macOS，用于iPhone和iPod Touch的iOS，用于iPad的iPadOS，用于Apple Watch的watchOS，以及用于Apple TV的tvOS。
针对iOS、iPadOS和macOS，苹果开发了iWork办公套件，包括用于写作的Pages、用于电子表格的Numbers和用于演示的Keynote。对于macOS，苹果还开发了iMovie和Final Cut Pro用于视频编辑，GarageBand和Logic Pro用于音乐创作。
苹果还通过iCloud提供在线服务，iCloud为大量用户提供云存储和同步，包括文档、照片、音乐、设备备份和应用程序数据，以及音乐流服务Apple Music和视频流服务Apple TV+。

## 公司高層行政主管

### 历任董事長
- 史蒂夫·乔布斯（1977年-1984年）
- 迈克·马库拉（1985年-1997年）
- 史蒂夫·乔布斯（1997年-2011年）
- 阿瑟·莱文森（2011年至今）

### 历任CEO
- 迈克尔·斯科特（英语：Michael Scott (Apple)）（1977年-1981年）
- 迈克·马库拉（1981年-1983年）
- 约翰·斯卡利（1983年-1993年）
- 迈克尔·斯宾德勒（1993年-1996年）
- 吉爾·阿梅利奧（1996年-1997年）
- 史蒂夫·乔布斯（1997年-2011年）
- 提姆·庫克（2011年至今）

## 外部連結
- Apple (United States)（页面存档备份，存于）（英文）
- Apple (中国大陆) （页面存档备份，存于）（简体中文）
- Apple (香港) （页面存档备份，存于）（繁體中文）
- Apple (澳門) （页面存档备份，存于）（繁體中文）
- Apple (台灣) （页面存档备份，存于）（繁體中文）